# جورج برادلي (سياسي)
جورج برادلي (بالإنجليزية: George Bradley)‏ هو سياسي أمريكي، ولد في 1833 في تشارلستون في الولايات المتحدة، وتوفي في 1879. حزبياً، نشط في الحزب الجمهوري لمينيسوتا ‏ والحزب الجمهوري. وقد انتخب عضو مجلس نواب مينيسوتا.